# Robert von Olshausen

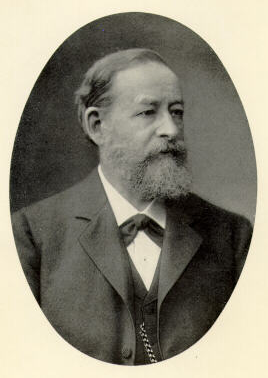
Robert Michaelis Olshausen, um 1895

Robert Michaelis Olshausen, seit 1910 von Olshausen (* 3. Juli 1835 in Kiel; † 1. Februar 1915 in Berlin), war ein deutscher Gynäkologe und Geburtshelfer.

## Leben

### Ausbildung und Wirken
Robert Olshausen wurde als ältester Sohn des Orientalisten Justus Olshausen (1800–1882) und seiner Frau Maria in Kiel geboren. 1853 legte er dort sein Abitur ab und studierte anschließend an den Universitäten Kiel und Königsberg Medizin. In Königsberg promovierte er 1857 mit der Arbeit De laryngitis membranoeae epidemia zum Doktor der Medizin. 
1859 ging Olshausen an die Frauenklinik der Universität Berlin, ab 1861 war er als Assistent in Halle tätig, wo er sich im selben Jahr mit der Schrift Observationum de partubus pelvi angusta impeditis particula habilitierte. 1862 erfolgte seine Benennung zum außerordentlichen Professor und Direktor der Universitätsfrauenklinik. 1864 folgte seine Berufung zum ordentlichen Professor. In seine Zeit als Direktor der Frauenklinik fiel auch deren Neubau ab 1878. Um die Anwesenheit des Direktors in der Geburtshilfe gewährleisten zu können, erhielt dieser eine Dienstvilla neben der Klinik. 
Im Jahr 1879 wurde er zum Mitglied der Leopoldina gewählt. In den Jahren 1880 und 1881 hatte Olshausen das Amt des Rektors der Universität Halle inne. Einen Ruf an die Universität Leipzig lehnte Olshausen 1886 ab, ging aber im folgenden Jahr nach Berlin, wo er die Nachfolge Karl Schroeders (1838–1887) antrat. Zum 100-jährigen Bestehen der Universität 1910 wurde er in den preußischen Adelsstand erhoben.
Neben zahlreichen Beiträgen für wissenschaftliche Zeitschriften verfasste Olshausen auch Beiträge für Lehrbücher und widmete sich als Herausgeber der Fachzeitschrift Zeitschrift für Geburtshilfe und Gynäkologie. Mit Johann Veit (1852–1917) überarbeitete er Karl Schroeders Lehrbuch der Geburtshilfe mit Einschluss der Wochenbettkrankheiten und der Operationslehre.

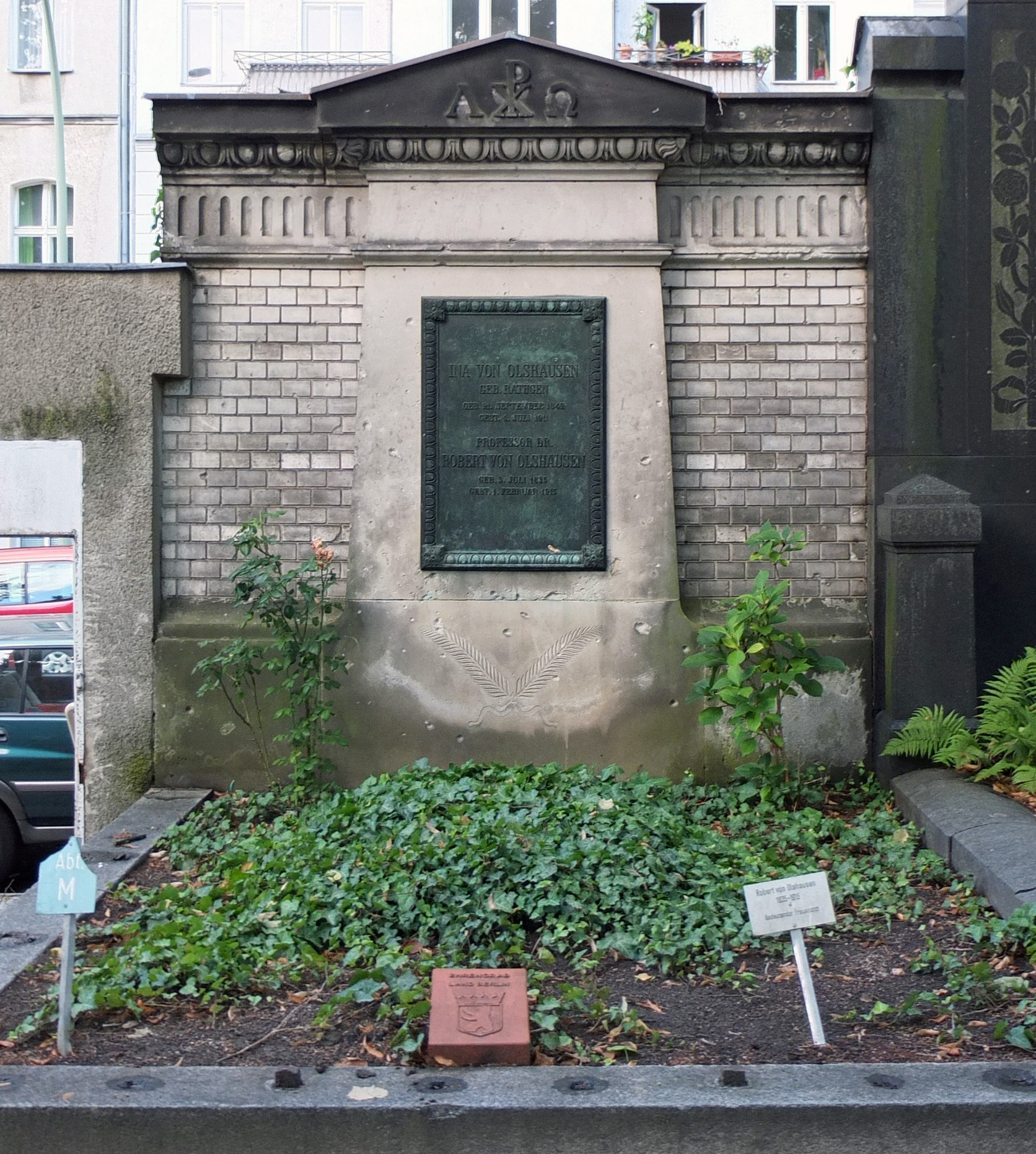
Grabstätte des Ehepaars Olshausen auf dem Alten St.-Matthäus-Kirchhof in Berlin-Schöneberg

### Familie
Robert Olshausen heiratete am 26. Januar 1865 Georgine Johanna (Ina/Ines) Dorothea Amalie Rathgen (* 21. September 1842; † 4. Juli 1911). Das Paar hatte zwei Söhne und eine Tochter:
- Ernst Justus (* 24. Juni 1870), preußischer Landgerichtsrat ⚭ 1903 Marga Sidone Nagel (* 22. Juli 1882)
- Siegfried (* 13. Februar 1874) ⚭ 1901 Klotilde Jenny Helene von Hüpeden (* 11. Juli 1880)[2]

Seine Tochter Marie Margarete (* 12. März 1866 in Halle; † 14. Februar 1965 in Potsdam) verheiratete sich am 3. Oktober 1887 mit Walther von Volkmann († 29. Juli 1910), einem Sohn des Halleschen Chirurgen Richard von Volkmann (1830–1889) und seiner Frau Anna von Schlechtendahl. Seine Enkeltochter Klothilde von Olshausen (1907–1997) war Archivarin und Historikerin im Staatsarchiv Magdeburg.

### Tod und Grabstätte

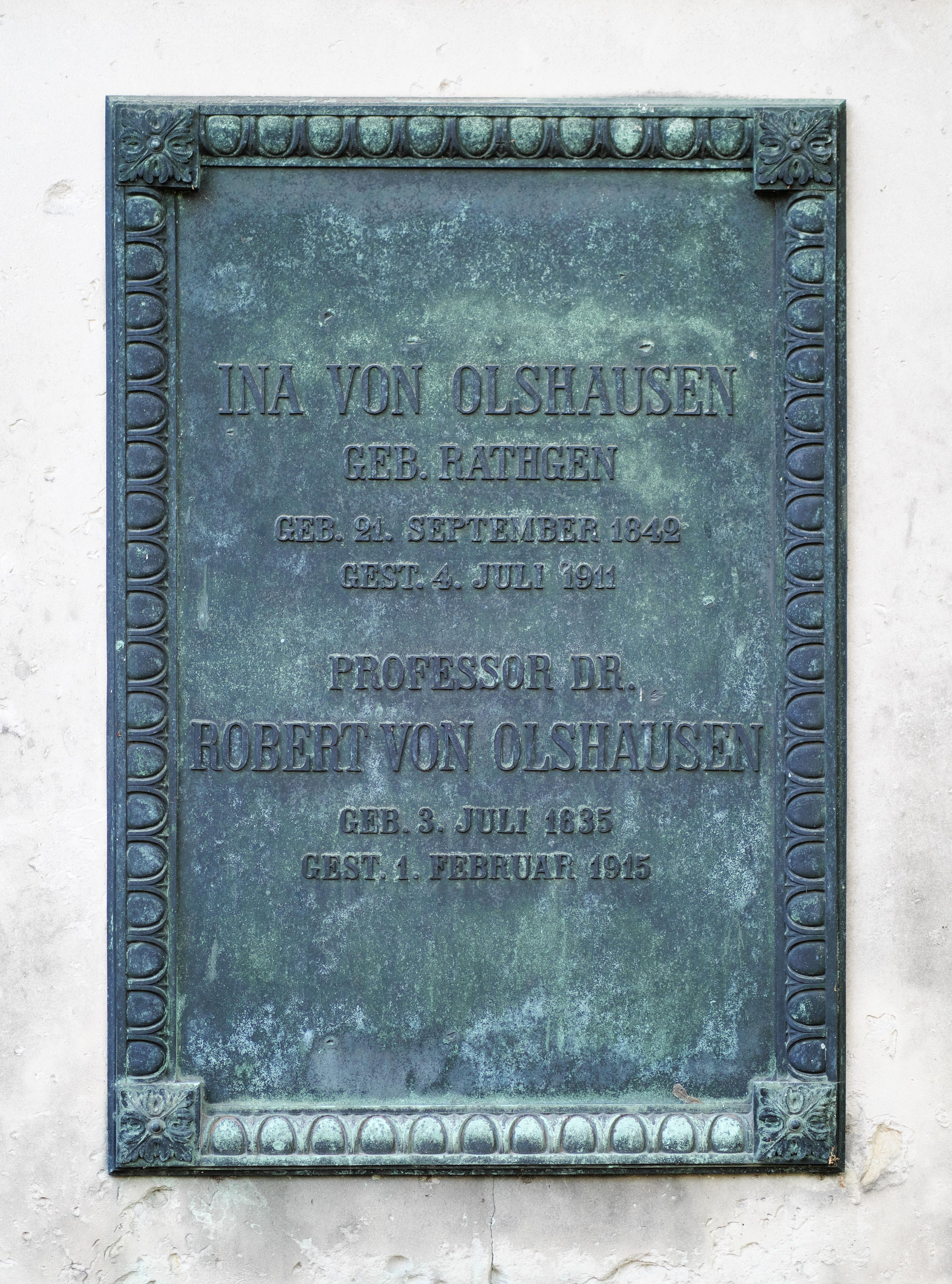
Grabtafel für Ina und Robert von Olshausen auf dem Alten Sankt-Matthäus-Friedhof in Berlin-Schöneberg

Robert von Olshausen starb 1915 im Alter von 79 Jahren in Berlin und wurde neben seiner vier Jahre zuvor verstorbenen Gattin in einem Wandgrab auf dem Matthäus-Kirchhof in Schöneberg beigesetzt. Er selbst hatte das Erbbegräbnis bereits 1897 erworben. Seine Grabstätte ist seit 1952 als Berliner Ehrengrab gewidmet.

## Schriften (Auswahl)
- De laryngitidis membranaceae epidemia Regimonti annis 1856 et 1857 observata. Dalkowski, Königsberg 1857. (Dissertation)
- Observationum de partubus pelvi angusta impeditis particula. Gebauer-Schwetschke, Halle 1862. (Habilitationsschrift)
- Die Krankheiten der Ovarien. In: Handbuch d. allgemeinen u. speziellen Chirurgie. Bd. 4, Stuttgart 1879.
- Karl Schroeder: Lehrbuch der Geburtshülfe mit Einschluß der Pathologie in der Schwangerschaft und des Wochenbettes. Neu bearbeitet von R. Olshausen und J. Veit, Cohen, Bonn 1891.